# Закурдяева, Ирина Вячеславовна
Ирина Вячеславовна Закурдяева (род. 30 ноября 1982, Москва) — российская шахматистка, гроссмейстер среди женщин (2003).

## Биография
С 1997 по 2002 год представляла Россию на юношеских чемпионатах Европы по шахматам и на юношеских чемпионатов мира по шахматам в различных возрастных группах, где лучший результат показала в 2001 году в Патры, когда завоевала бронзовую медаль на юношеском чемпионате Европы среди девушек в возрастной группе U20. На юношеских чемпионатах России по шахматам среди девушек в 1999 году вместе с Татьяной Косинцевой, Екатериной Половниковой и Надеждой Косинцевой поделила первое место в возрастной группе U18, а в 2000 году в этой же возрастной группе одержала победу, опередив Надежду Косинцеву и Ольгу Зимину, и в 2001 году была второй в возрастной группе U20.
В 2007 году поделила второе место на открытом турнире в Стамбуле (победил Михаил Гуревич) и заняла десятое место на проходившем в  Дрездене индивидуальном чемпионате Европы по шахматам среди женщин и квалифицировалась на женский чемпионат мира по шахматам. В 2008 году в Нальчике участвовала на чемпионате мира по шахматам среди женщин, где в первом туре проиграла Жуань Люфэй. 
В 2009 году заняла четвертое место международном гроссмейстерском шахматном турнире среди женщин по круговой системе в Сан-Себастьяне (победила Софи Милье). В 2010 году завоевала серебро на чемпионате Москвы по шахматам среди женщин (победила Нази Паикидзе) и поделила первое место в женском международном шахматном турнире в Эрфурте.
Работает тренером в ДЮСШ им. М. М. Ботвинника (входит в состав ГБОУ "Воробьевы горы", г. Москва).